# Ulrich I. von Rosenberg
Ulrich I. von Rosenberg (Oldřich I. z Rožmberka; † 4. März 1390) entstammte dem Adelsgeschlecht Rosenberger, dessen Regent er von 1384 bis 1390 war.

## Leben
Seine Eltern waren Peter I. von Rosenberg und Katharina N. N.
Ulrichs Geschwister waren:
- Heinrich II. († 1346)
- Peter II. von Rosenberg († 1384)
- Jost (1343–1369)
- Johann († 1389)
- Anna († 1388), verheiratet gewesen mit Heinrich V. von Leipa
- Mecela († 1380), verheiratet gewesen mit Johann von Leuchtenberg, Graf von Hals
- N. N., verheiratet gewesen mit Tobias Bechin von Kamenice

Nach dem Tod des Vaters 1347 wurde der drittgeborene Sohn Jost Regent des Hauses Rosenberg, da der älteste Heinrich II. bereits tot war und Peter I. dem geistlichen Stand angehörte. Gemeinsam mit ihrer Mutter gründeten 1367 die Brüder Jost, Peter, Ulrich und Johann das Augustinerstift Wittingau. Nach Josts Tod 1369 folgte Ulrich in der Regentschaft der Rosenberger. Aus näher nicht bekannten Gründen teilten die Brüder Ulrich, Peter und Johann 1374 die Besitzungen. Ulrich erhielt Gratzen und Johann zusammen mit Peter die restlichen rosenbergischen Besitzungen. Um 1375 stiftete Ulrich die Spitalkirche des hl. Veit in Soběslav und um 1380 ließ er die gotische Kirche Mariä Geburt in Miltschen (Miličín) errichten.
In den Jahren 1381 und 1382 kämpfte Ulrich an der Seite seiner Verwandten, der Grafen von Schaunberg gegen den österreichischen Herzog Albrecht. Die Auseinandersetzungen wurden durch König Wenzel IV. mit einem Vertrag vom 24. Januar 1382 zwischen Herzog Albrecht auf der einen und Ulrich und seinen Brüdern Peter und Johann sowie Heinrich von Neuhaus auf der anderen Seite beendet. Albrecht wurde verpflichtet, den rosenbergischen Brüdern Burg und Stadt Eferding in Oberösterreich zu überlassen. Im Gegenzug mussten sich die Rosenberger verpflichten, auf die militärische Unterstützung der Schaunberger zu verzichten.
Mit einem Vertrag, der vermutlich nach dem Tod ihres Bruders Peter II. im Jahre 1384 erstellt wurde, vereinbarten die Brüder Ulrich und Johann, dass nach dem Tod des letzten Bruders die rosenbergischen Besitzungen wieder zusammengeführt werden sollen. Da Johann ein Jahr vor Ulrich starb, folgte ihm unmittelbar sein einziger Sohn Heinrich III. von Rosenberg.

### Legende
Die vom Rosenberger Chronisten Václav Březan erwähnte Teilnahme Ulrichs im Französisch-englischen Krieg unter dem Kommando des Königs Karl IV. entspricht nicht den Tatsachen, da Karl IV. nicht an diesem Krieg beteiligt war.

## Familie
Ulrich I. von Rosenberg war mit Elisabeth von Wartenberg (Eliška/Alžběta z Vartenberka) verheiratet. Sie starb am 12. März 1387. Der Ehe entstammte der einzige Sohn, Heinrich III. von Rosenberg.
Die in der älteren Literatur verzeichneten Töchter Anna und Agnes sind nicht belegt.